# Raimund Germershausen
Raimund Germershausen (* 26. Juni 1935 in Braunschweig; † 14. März 1997 in Düsseldorf) war ein deutscher Physiker, Ingenieur und Manager.

## Leben
Raimund Germershausen wurde als Sohn eines Architekten in Braunschweig geboren, wo er auch das Gymnasium besuchte. Von 1955 bis 1959 studierte er an der TH Braunschweig Physik, Chemie und Mathematik. Nach dem Diplomexamen war er ab 1960 wissenschaftlicher Assistent am Institut für Chemische Technologie an der Technischen Universität Clausthal. Im Jahr 1962 wurde er dort zum Dr.-Ing. promoviert und als Oberingenieur weiterbeschäftigt.

## Berufslaufbahn
Seine Industrielaufbahn begann Germershausen im Jahr 1963 bei der Rheinmetall AG im Bereich Waffenkunde. Im Jahr 1965 wurde er zum Leiter der Abteilung ernannt, 1967 dort Oberingenieur und 1969 zum stellvertretenden Hauptabteilungsleiter befördert.
Im Jahr 1969 erhielt er Prokura, 1971 übernahm er die Leitung der Hauptabteilung Entwicklungsplanung. Im Oktober des gleichen Jahres wurde er stellvertretender Leiter des Bereiches Entwicklung, im Jahr 1973 wurde er zum Gesamtprokuristen bestellt.

## Entwicklung der Rheinmetall-120-mm-Glattrohrkanone
In den Jahren von 1965 bis 1975 leitete er federführend die Entwicklung der Rheinmetall 120-mm-Glattrohrkanone Rh120. Diese wurde in ihrer L/44-Variante zunächst für den Einsatz im damals ebenfalls in der Entwicklung befindlichen Kampfpanzer Leopard 2 entwickelt. Rheinmetall konnte bereits nach zweijähriger Entwicklungszeit nachweisen, dass die Glattrohrkanone flügelstabilisierte Geschosse mit großer Präzision verschießen konnte.
Diese Kanone war die erste moderne Glattrohrkanone, die in der westlichen Welt nach dem Zweiten Weltkrieg entwickelt wurde. Sie stellte für die NATO in der damaligen Zeit einen bedeutenden Technologiesprung dar, nachdem der Warschauer Pakt bereits 1962 den Kampfpanzer T-62 mit der 115-mm-Glattrohrkanone U-5TS und ab 1969 bzw. 1972 die Kampfpanzer T-64 und T-72 mit der 125-mm-Glattrohrkanone D-81T ausgerüstet hatte.
Die Kanone kommt noch heute in ihren Varianten und Weiterentwicklungen in einer Vielzahl aktueller Kampfpanzer zur Anwendung.